# 搜神傳
《搜神傳》（英語：Legend of the Demigods）是香港電視廣播有限公司拍攝製作的古裝動畫特技劇集，此劇為2007年節目巡禮劇集及2007、2008無綫節目精選第二季劇集之一。此劇由鍾嘉欣、陳浩民及陳錦鴻領銜主演，並由譚小環、胡定欣、歐錦棠及惠英紅聯合演出。監製為李添勝。故事內容主要取材自晉朝神話集《搜神記》加上其他中國神話傳說改編及拼湊而成。

## 故事大綱
一個平凡的小鎮—《叁星鎮》，一個平凡的女子—薊彩芝，竟有著一段不平凡的神魔奇遇！
彩芝是叁星鎮響負盛名的活寶貝，雖然她出生後不久生娘便病歿，但她的繼母草忘憂卻視她如親女般疼愛教導，加上她在父親薊申耳濡目染下，彩芝開朗樂觀、熱心助人，廣受鎮民愛戴，故有「好彩妹」稱號。
彩芝有兩個性格、樣貌各有缺陷、不受眾人歡迎的好友石敢當、蔣倩。 敢當乳名 「三斤」，因自小孱弱奀瘦，故常被欺負，但總得彩芝為他解窘。一次敢當在黃大仙祠中求庇蔭，不料一覺醒來，敢當變得強壯健碩，孔武有力，但從此亦變得專橫...另一邊廂，縣令千金、有一張異常厚大的嘴，唇上有一粒大黑痣的醜女蔣倩，要求彩芝陪伴到煙雲洞府尋找仙人，以一償變成美人的心願。但原來隱於洞府中的是受命於蟒妖無極天尊的精怪。蔣倩為擁有美貌，不惜以與彩芝多年深厚的友情作交換。因著嫉妒彩芝美貌，蔣倩開始不擇手段的惡意中傷，更向敢當獻媚，令敢當疏遠彩芝，還將指腹為婚的寒酸未婚夫婿晏喜拒諸門外，更唆擺敢當對付晏喜搶回婚書，累晏喜失足墮進湖中，彩芝為救晏喜，被水鬼所纏，命懸一線，幸最後得忘憂相救，彩芝亦因此知道繼母是天庭仙草化身。忘憂為救彩芝洩露仙氣而被天尊發現，為用其仙草眼淚修復其被毀容顏，竟將忘憂擄走，更將薊申變成豬。彩芝為救父母，努力修練學法之同時，發現晏喜原來三代遭到仇家詛咒被懶根纏身，後晏喜更被劍魂干將附身，干將為尋失散百年的妻子莫邪而放棄輪迴，晏喜及彩芝得知干將情深，決助之尋妻，干將亦感激二人仗義，也答應幫忙為晏喜拔去懶根及助彩芝救母。
另一方面，敢當因被蔣倩影響，嫌貧愛富之觀念越加嚴重，更不贊成其妹敢言與窮書生柳毅相戀，還以武力將柳毅趕出叁星鎮。敢言憂傷成疾，一病不起。敢當惡行令鎮民心生怨恨加以詛咒，致瘟神臨門，惡運令母生怪病，生意失敗，而敢言的病亦藥石無靈，敢當才醒悟己過。 幾經辛苦，敢當終找到了柳毅，然而柳毅因龍女對自己有一飯之恩，因其夫河伯在外面沾花惹草與狐狸精有私，並將龍女虐打，自己承諾龍女在先，要替其給龍王捎信求助，事成後才能跟敢當回去，但河伯與狐狸精極力阻截，令彩芝、晏喜幾經險阻，終令柳毅成功傳書，解救了龍女，敢當決心幫忙彩芝滅魔救母。
彩芝、晏喜、敢當三人又再攜手踏上往天尊魔宮的征途，只是魔宮未到，已給天尊座下的第一護法迦樓羅迎頭重擊，將晏喜打得魂飛魄散，彩芝、敢當幾乎一同喪命，卻不知從那裡跑出了一名叫玉衡子的道人，擊退迦樓羅。彩芝、敢當與失了所依的干將劍魂，尋覓晏喜的三魂七魄其間，赫然遇上已成水鬼的杜三，在杜三的協助下，成功潛進煙雲洞府內，發現晏喜三魂遭迦樓羅拘禁，干將更認出迦樓羅竟就是他尋覓百年失散的妻子—莫邪！奈何莫邪被天尊妖法操控，迷失心性，干將無法相認，眾人最後只救走了晏喜三魂及其他被囚的孤魂。
彩芝、晏喜、敢當知玉衡子並非常人，為救父母，連夜跪求玉衡子收他們為徒，相信當今之世，能與天尊抗衡的，只有玉衡子一人！玉衡子苦惱非常，因為由憎恨拼發出來的力量是無從估計的... 原來，玉衡子與天尊，千年之前是一對蟒蛇精夫妻，本立願一同修道成仙，但期間雄蟒精玉衡子一度受兔精迷惑，終被雌蟒精天尊揭發二人私情，時正值雌蟒精百年散功，受此大打擊，致令半邊顏容盡毀，夫妻自此反目，雌蟒精千年以來藉破壞人世間幸福來平衡創傷。玉衡子對當年事深感懊悔，指天尊為禍，他也難辭其咎，遂將畢生修練所成，全數傳授予三人，更著三人到曾經是三位仙人得道之絕嶺，找尋傳說中的三樣「天」、「地」、「人」法寶，相信合法寶及三人之法力，定能戰勝天尊。彩芝、晏喜、敢當懷著相同的信念，攜手合力，克服途中重重的魔障困阻，最終攀上絕嶺，找到法寶，便即前赴魔宮救忘憂去。
三人甫抵魔宮，即被困於七重魔域之內，原來天尊得知玉衡子收了三人為徒，便一早佈下魔陣讓三人自投羅網。三人成功闖出魔域，更將天尊練就千年能號令魔兵的攝魂棒毀滅，更令天尊現出真身，刺破其蛇膽，正要灰飛煙滅之際，玉衡子趕至，向天尊坦然認錯，並犧牲自己，將自己的蛇膽給予天尊，天尊大悟，與玉衡子冰釋前嫌，二人合為一體，化為雙頭蛇，遁隱於山林之間。彩芝等最後從深淵救出忘憂，但忘憂塵緣已盡，要回到天界，再續其仙草未完之職，而彩芝、晏喜、敢當三人滅魔有功，分別被封神為「福」、「祿」、「壽」三星，太上老君為教化世人，種善因必有善果，遂將三人事蹟記下，名為《搜神傳》！

## 演員表

### 薊家
| 演員   | 角色     | 關係 | 登场集数         |
| 洋     | 薊 申    | 蓟大夫 「申盧」大夫 香氏、草忘憂之夫 薊彩芝之父 晏喜之岳父 凝碧仙草之姐夫 杜三之師傅 | 1-7,13-15,18-22  |
| 惠英紅 | 草忘憂   | 凝香仙草、好彩妈 使用仙騰 凝碧仙草之姐 薊申之第二任妻子 薊彩芝之繼母 晏喜之岳母 香氏之情敵 於第4集草忘憂給一條仙騰給薊彩芝 被無極天尊囚禁在天尊宮的靈淵絕地，一道玄光牆讓她永遠逃不出來，在裡面受苦 | 1-4,6-8,16,18,22 |
| 惠英紅 | 凝碧仙草 | 草忘憂之妹 薊彩芝之姨 薊申之姨仔 被薊彩芝误为凝香仙草 于第15集回天庭 | 13-15            |
| 鍾嘉欣 | 薊彩芝   | 好彩妹、好命婆（第21集） 有好彩妹之稱，孝順父母、樂天善良、重情重義、樂於助人。天性好奇、勇敢率直、性格淘氣、有傻勁。 口頭禪：「笑口常開，好彩自然來！」 薊申、香氏之女 草忘憂之繼女 凝碧仙草之外甥女 晏喜之妻 石敢當之好友兼暗恋对象 蔣倩之好友 東海龍王之乾女，封地太湖 於第1集溺水身亡，後被草忘憂救回 於第2集因草忘憂帮助而死而複生 於第4集草忘憂給一條仙騰給薊彩芝 於第12集被村內的街坊和有魔蛇咒的小倩説是妖怪，然後想燒死，後不成功，被附了身的晏喜救回。 於第20集被無極天尊陷害并抽走好彩妹的真元，一天之内变成70年的老太婆，从70岁开始生活 于第22集要和晏喜成婚，因快要死亡就不小心把眼淚滴在干將和莫邪的鐵球後康复，後被太上老君封為「玉女星君」 | 全剧             |
| 游 飇  | 杜 三    | 薊申「申盧」之醫徒 被迦楼罗陷害 于第14集变為水鬼 于第15集因心善被陸判提升為城隍 | 1-7,14-15,22     |

### 晏家
| 演員   | 角色   | 關係 | 登场集数 |
| 陳錦鴻 | 晏 堅  | 晏喜之爺爺 薊彩芝之孙老爷 赖松之前主人 经常骂赖松“死懒虫” 直接害死赖松 已去世                                                  | 8        |
| 陳錦鴻 | 晏 喜  | 晏堅之孫 薊彩芝之夫 石敢當之好友兼情敌 薊申、香氏、草忘憂之女婿 蔣倩之前未婚夫 後為飛鳥主人 于第22集被太上老君封為「奮威星君」 | 全剧     |
| 钟嘉欣 | 薊彩芝 | 晏喜之妻 晏堅之孙媳妇 参见薊家                                                                                                 | 全剧     |

### 石家
| 演員   | 角色   | 關係 | 登场集数                   |
| 程可為 | 石竇氏 | 石大妈 石敢當、石敢言之母 | 2-5,7,9,12-13, 18-19,21-22 |
| 陳浩民 | 石敢當 | 石仔、大石哥 石竇氏之子 石敢言之兄 薊彩芝之好友 晏喜之好友兼情敌 被无极天尊陷害 暗戀薊彩芝 蒋倩之暗恋对象 于第22集被太上老君封為「神力星君」     | 全剧                       |
| 李思欣 | 石敢言 | 石竇氏之女 石敢當之妹 柳毅之妻 三娘之好友兼情敌 于第12集拜完堂後因病去世(其实一个月前就阳寿已尽，靠龙女三公主化身变成敢言，让身边的人别那么伤心) | 2-5,7,9,12-13,18-19        |
| 潘冠霖 | 小 春  | 石敢言貼身侍女 | 4-5,7,9,12-13,19,21        |
| 黃文標 | 阿 寶  | 石敢當手下 | 4-7,9,12-13,18,21          |
| 甘子正 | 阿 勝  | 石敢當手下 | 4-7,9,12-13,18,21          |
| 許文翹 | 家 丁  | 石家家丁 | 5                          |

### 蔣家
| 演員   | 角色  | 關係                                                                      | 登场集数              |
| 郭德信 | 蔣 金 | 蔣倩之父 「參星鎮」縣令                                                   | 1,4-7,12,15-16, 18,22 |
| 陳思齊 | 蔣 倩 | 小倩 蔣金之女 薊彩芝之好友 晏喜之前未婚妻 暗恋石敢当 被无极天尊、白鸡陷害 | 1-7,12,15-16,21-22    |
| 梁珈詠 | 小 甜 | 蔣倩貼身侍女                                                              | 1-2,5-7,15-16         |

### 妖魔
- 与第22集被消灭。

| 演員   | 角色                | 關係 | 登场集数                |
| 譚小環 | 無極天尊            | 赤蛇精、弯弯(玉衡子专称)、师尊(徒弟专称) 金蛇精之妻 兔精之情敌 與白雞陷害蔣倩 迦樓羅、木狼、水燕、火狐、金龍的師尊 陷害草忘忧、蓟彩芝、石敢当 于第22集被蓟彩芝、石敢当和晏喜刺破蛇胆而击败 与同集與玉衡子二合為一 曾化身为龙婆婆 假冒龙婆婆由余慕莲饰演 | 5-8,12-14,16-22         |
| 鄭子誠 | 玉衡子              | 金蛇精、五郎(天尊专称)、神仙 赤蛇精之夫 兔精之情夫 于第22集與無極天尊二合為一 | 7(回忆),8-9,14-22       |
| 胡定欣 | 迦樓羅 莫邪（前身） | 干将之妻 無極天尊之弟子，后背叛其 飞鸟之主人 于第17集被消滅後與赤煉劍融為鐵球 前身由伍慧珊饰演 | 2,4-8,10-12,14-17       |
| 沈可欣 | 飛 鳥               | 迦樓羅之下属、后为晏喜之下属 大鵬金翅鳥精 于第2、4、7集以鸟精形式出现 | 5-6,8-10,14-15,17-20,22 |
| 杜 港  | 金 龍               | 無極天尊弟子 | 5-8,14-17,19-22         |
| 鄭世豪 | 木 狼               | 無極天尊弟子 | 5-8,14-17,19-22         |
| 關伊彤 | 水 燕               | 無極天尊弟子 | 5-8,14-15,17,19-22      |
| 葉凱茵 | 火 狐               | 無極天尊弟子 | 5-8,14-15,17,19-22      |
| 朱婉儀 | 白 雞               | 與無極天尊陷害蔣倩 于第1集被蓟彩芝消灭 | 1                       |
| 曾琬莎 | 仙 女               | 白雞手下 与無極天尊陷害蒋倩 | 1                       |
| 張貝蒨 | 兔 精               | 金蛇精之情妇 赤蛇精之情敌 被赤蛇精杀害 | 7(回忆)                 |

### 神仙
| 演員   | 角色     | 關係                                                                     | 登场集数              |
| 劉曉彤 | 日遊神   | 兔仙 夜遊神之妻 蓟彩芝、床頭婆婆、土地公、黄初平之好友 与夜游神常斗嘴    | 1-3,6-7,13-17,21-22   |
| 馬海倫 | 床頭婆婆 | 地仙 蓟彩芝、日游神、夜游神、土地公、黃初平之好友                        | 1-3,6-7,9,13-17,21-22 |
| 黎彼得 | 夜遊神   | 龜仙 日遊神之夫 蓟彩芝、床头婆婆、土地公、黄初平之好友 与日游神常斗嘴    | 2-3,6-7,13-17,22      |
| 安德尊 | 黃初平   | 黄大仙 床头婆婆、日游神、夜游神、土地公之好友                            | 1-3,22                |
| 羅君左 | 土地公   | 床头婆婆、日游神、夜游神、黄初平之好友                                   | 1,3,6-7,14-15,22      |
| 子明   | 太上老君 | 于第22集把蓟彩芝、晏喜、石敢当封为星君                                   | 1,3,22                |
| 鄭家生 | 陸 判    | 阎罗王 于第15集将杜三水鬼升城隍                                          | 13-15,22              |
| 張裳千 | 仙 童    | 于第22集与晏喜、石敢当、床头婆婆、日游神、夜游神、土地公争取仙丹，后成功 | 22                    |
| 江梓瑋 | 仙 童    | 于第22集与晏喜、石敢当、床头婆婆、日游神、夜游神、土地公争取仙丹，后成功 | 22                    |

### 其他演員
| 演員   | 角色     | 關係 | 登场集数                 |
| 歐錦棠 | 干 將    | 赤煉劍劍魂 被无极天尊陷害 晏喜之亦师亦友，只有晏喜见到其剑魂(也可以通过通灵宝玉来看剑魂) 莫邪、迦楼罗之夫 于第14集被无极天尊控制而变成亡灵天将 于第17集被消滅後與青峰劍融為鐵球 | 4-14,16-17               |
| 關德輝 | 柳 毅    | 與石敢当先敌后友 石敢言、三娘之夫 | 2,4,9-13,18-19, 21-22    |
| 姚樂怡 | 龍女三娘 | 東海龍王之女，一度反目 河伯之前妻 柳毅之妻 石敢言之情敌 于第13集化身为石敢言 于第18集被揭穿 于第22集與柳毅和好                                                                  | 9,11-13,18-19,22         |
| 魯振順 | 東海龍王 | 龍女之父，一度反目 蓟彩芝之乾爹 | 9(回忆),10-11,13, 19     |
| 秦 煌  | 龍蠆公   | 東海龍王手下 | 10-11,13,19              |
| 蔡子健 | 河 伯    | 龍女之前夫 蚌精情夫 于第11集被東海龍王處死 | 9-11                     |
| 黃泆潼 | 嫣 然    | 蚌精 河伯情婦 于第11集被東海龍王處死 | 9-11                     |
| 陳狄克 | 九 叔    | 豆腐店老闆 | 5-7,13-16,18,21-22       |
| 陸駿光 | 燒味強   | 石敢当之针对对象，后和好 | 1,5-7,12,14-16,18,21-22  |
| 鄭健樂 | 細 蝦    | 大旧之好友 | 1,4-7,12,14-16, 18,21-22 |
| 彭冠中 | 大 舊    | 细蝦之好友 | 1,4-7,12,14-16,18,21-22  |
| 王基信 | 七 根    | 燒餅店老闆 | 5-7,12,14-16,18,21-22    |
| 林淑敏 | 小 蓮    | 鎮民 | 5-7,12-16,18,21-22       |
| 黃梓瑋 | 燒餅娟   | 鎮民 | 5-7,12,14-16,18,21-22    |
| 李海生 | 牛 叔    | 牛嬸之夫 | 5-7,12-16,18,21-22       |
| 劉桂芳 | 牛 嬸    | 牛叔之妻 | 5-7,12-16,18,21-22       |
| 戴耀明 | 賴 松    | 死懒虫（晏坚专称） 賴廣爺爺 晏家家丁，不幸死去而变虫去詛咒晏家 于第8集投胎转世                                                                                                  | 8                        |
| 趙永洪 | 賴 廣    | 賴松之孫 | 7-8                      |
| 黃樂兒 |          | 賴松之孫媳 賴廣之妻 | 7                        |

## 收視

### 香港收视
以下為本劇於香港無綫電視翡翠台之收視紀錄：
| 週次 | 日期                          | 平均收視 | 最高收視 |
| ---- | ----------------------------- | -------- | -------- |
| 1    | 2008年8月25日-2008年8月29日   | 26點     | 28點     |
| 2    | 2008年9月1日-2008年9月5日     | 27點     |          |
| 3    | 2008年9月8日-2008年9月12日    | 25點     |          |
| 4    | 2008年9月15日-2008年9月19日   | 27點     |          |
| 5    | 2008年9月22日-2008年9月26日   | 28點     |          |
| 6    | 2008年9月29日-2008年10月3日   | 25點     | 28點     |
| 7    | 2008年10月6日-2008年10月10日  | 26點     | 28點     |
| 8    | 2008年10月13日-2008年10月17日 | 29點     |          |

### 广州收视
| 集数  | CSM省网 | 单集最高 | CSM市网 | 单集最高 | 合计  | 分月收视                            |
| ----- | ------- | -------- | ------- | -------- | ----- | ----------------------------------- |
| 1-5   | 6       | 6.4      | 9.79    | 10.32    | 15.79 | 1-5集15.79 6-27集13.64 28-40集15.82 |
| 6-10  | 4.7     | 5.13     | 7.73    | 8.92     | 12.43 | 1-5集15.79 6-27集13.64 28-40集15.82 |
| 11-15 | 5.6     | 6.55     | 8.49    | 10.74    | 14.09 | 1-5集15.79 6-27集13.64 28-40集15.82 |
| 16-20 | 5.2     | 6.77     | 8.17    | 10.65    | 13.37 | 1-5集15.79 6-27集13.64 28-40集15.82 |
| 21-25 |         |          |         |          |       | 1-5集15.79 6-27集13.64 28-40集15.82 |
| 26-30 | 5.02    | 6.62     | 8.79    | 10.9     | 13.81 | 1-5集15.79 6-27集13.64 28-40集15.82 |
| 31-35 | 6.57    | 7.01     | 8.27    | 9.56     | 14.84 | 1-5集15.79 6-27集13.64 28-40集15.82 |
| 36-40 | 7.12    | 8.88     | 10.15   | 12.56    | 17.27 | 1-5集15.79 6-27集13.64 28-40集15.82 |

## 記事
- 2008年10月1日：由於當日20:55－21:30在翡翠台及高清翡翠台直播《國慶煙花匯演》的關係，劇集提早於19:30－20:00播映。
- 2008年10月17日：此劇於當日20:00－21:30在翡翠台及高清翡翠台播映劇集的大結局。

## 反響
- 「笑口常開，好彩自然來」成為劇中金句。[1]

## 電視節目的變遷
| 上一套： 同事三分親 -8月7日 非劇集時段節目 星期一至日 8月8日-8月24日 | 翡翠台第一綫劇集（2008） 搜神傳 8月25日-10月17日 | 下一套： 畢打自己人 10月20日- |

| 香港無綫電視翡翠台 星期一至五 17:55-18:25 時段 | 香港無綫電視翡翠台 星期一至五 17:55-18:25 時段 | 香港無綫電視翡翠台 星期一至五 17:55-18:25 時段 |
| ---------------------------------------------- | ---------------------------------------------- | ---------------------------------------------- |
|                                                | 搜神傳 (半小時版) (2010.02.02 - 2010.03.31)    |                                                |
| Click入黃金屋 (2009.12.08 - 2010.02.01)        | 樓住有情人 (2010.04.01 - 2010.05.26)           |                                                |

| 香港無綫電視翡翠台 星期一至六 17:55-18:25 時段 | 香港無綫電視翡翠台 星期一至六 17:55-18:25 時段           | 香港無綫電視翡翠台 星期一至六 17:55-18:25 時段 |
| ---------------------------------------------- | -------------------------------------------------------- | ---------------------------------------------- |
|                                                | 搜神傳 (半小時版) (2014.07.21 - 2014.09.08)              |                                                |
| 十兄弟 (2014.06.02 - 2014.07.19)               | 野蠻奶奶大戰戈師奶 （第1-9集） (2014.09.09 - 2014.10.01) |                                                |

| 马来西亚八度空間 星期一至五 19:00-20:00 時段 | 马来西亚八度空間 星期一至五 19:00-20:00 時段 | 马来西亚八度空間 星期一至五 19:00-20:00 時段 |
| -------------------------------------------- | -------------------------------------------- | -------------------------------------------- |
|                                              | 搜神传 (2011.01.10 - 2011.02.11)             |                                              |
| 天师钟馗之美丽传说 (2010.11.15 - 2011.01.07) | 原來愛上賊 (2011.02.11 - 2011.03.11)         |                                              |